# Sobrescobio
Sobrescobio ist eine Gemeinde in der autonomen Region Asturien, im Norden Spaniens.

## Geografie
Parroquias: Die Gemeinde ist in 3 Parroquias unterteilt: Ladines (Llaíñes), Oviñana, San Andrés de Agües.
Die Dörfer der Gemeinde sind: Campiellos (Campiellos), La Polina (La Polina), Ladines (Llaíñes), Rioseco (Rusecu), Soto de Agües (Soto d'Agües), Villamorey (Villamorei).
Nachbargemeinden sind: Piloña und Caso im Norden, im Westen von Laviana, im Osten von Caso im Süden von Aller.
Berge: Der überwiegend aus Kalk-, Schiefer und Sandstein bestehende Untergrund mit dem El Retriñón, (1.862 m) als größte Erhebungen sind typisch für diese Region. Die Bergzüge der Sierra Grandesllanes, Sierra Carderu, Sierra del Crespón, Sierra Mermeja und der Sierra de Collaroces begrenzen die Gemeinde.
Flüsse: Die Gemeinde wird vom Río Nalon durchquert.
Die Flüsse Rio del Alba, Rio Llaimu, Rio Nozalin und dem Rio Huegro tragen zu der beeindruckenden Landschaftsformation bei.
Die Hauptstadt, Rioseco liegt direkt am Stausee „Embalse de Rioseco“.

### Klima
Wie in weiten Teilen Asturiens herrscht durch die Nähe zum Golfstrom ein mildes Klima mit warmen, feuchten Sommern aber kalten Wintern vor, im Herbst kommt es mitunter zu relativ starken Stürmen.

## Geschichte

### Bis zum Mittelalter
Wie beinahe überall in Asturien bestätigen Funde aus der Jungsteinzeit die frühe Besiedelung der Region.
 Mehrere Hügelgräber (in: Pumarín, Unqueru, Campu La Braña und Monte Caón) sind noch heute zu besichtigen. Es existieren mehrere Dolmen, die bis heute noch nicht alle katalogisiert werden konnten. Die Wallburgen von Agues (Soto de Agues), Campiellos und Corona de Castro bezeugen die anhaltende Besiedelung der Region.

Auch die Römer hatten hier eine bedeutende Straße gebaut, die entlang dem Rio Navia führte. Noch immer bestehen Brücken, und Fragmente der Straße, welche bis heute benutzt werden. Das „Castillo de los Aceales“ mit dem "Torrexón de Villamorey" war die größte Befestigungsanlage im Tal des Rio Nalon. Mehrfach geschleift wurde sie unter Alfons I., wieder aufgebaut und später dem Santiagoorden übergeben. 1344 wurde in der Carta Puebla die Grenzen sowie die zugehörigen Orte niedergeschrieben.

### Bis heute
1523, mit dem Ende des Santiagoordens war die Gemeinde bis 1528 unter der kirchlichen Verwaltung. Philipp II. verkaufte die Gemeinde 1528 an das Stift Oviedo für den Preis von 600.000 Maravedís. Hier wurde erstmals der Name „el coto de Sobrescobio“ niedergeschrieben.
Während des spanischen  Freiheitskrieges war die Gemeinde Auf- und Durchmarschgebiet des General Gómez im Kampf gegen die französischen Truppen unter General Bonet.
Während der Carlistenaufstände blieb die Gemeinde liberal und behielt seinen Sitz in der Generalversammlung des Fürstentums. Die Hauptstadt der Gemeinde blieb bis 1929 in La Polina, bis der Gemeinderat Rioseco als neue Hauptstadt festlegte.

## Wappen
links: der Turm von Villamorey über dem Rio Nalón

rechts: das Jakobskreuz, das Wappenzeichen des Santiagoordens.

## Politik
| Historische Entwicklung im Gemeinderat von Sobrescobio | Historische Entwicklung im Gemeinderat von Sobrescobio | Historische Entwicklung im Gemeinderat von Sobrescobio | Historische Entwicklung im Gemeinderat von Sobrescobio | Historische Entwicklung im Gemeinderat von Sobrescobio | Historische Entwicklung im Gemeinderat von Sobrescobio | Historische Entwicklung im Gemeinderat von Sobrescobio | Historische Entwicklung im Gemeinderat von Sobrescobio | Historische Entwicklung im Gemeinderat von Sobrescobio | Historische Entwicklung im Gemeinderat von Sobrescobio | Historische Entwicklung im Gemeinderat von Sobrescobio |
| ------------------------------------------------------ | ------------------------------------------------------ | ------------------------------------------------------ | ------------------------------------------------------ | ------------------------------------------------------ | ------------------------------------------------------ | ------------------------------------------------------ | ------------------------------------------------------ | ------------------------------------------------------ | ------------------------------------------------------ | ------------------------------------------------------ |
| Partei                                                 | 1979                                                   | 1983                                                   | 1987                                                   | 1991                                                   | 1995                                                   | 1999                                                   | 2003                                                   | 2007                                                   | 2011                                                   | 2015                                                   |
| PSOE                                                   | 4                                                      | 3                                                      | 3                                                      | 4                                                      | 4                                                      | 5                                                      | 5                                                      | 5                                                      | 5                                                      | 5                                                      |
| CD / AP / PP                                           |                                                        |                                                        |                                                        | 3                                                      | 3                                                      | 2                                                      | 2                                                      | 2                                                      | 1                                                      | 1                                                      |
| PCE / IU-BA                                            |                                                        |                                                        |                                                        |                                                        |                                                        |                                                        |                                                        |                                                        | 1                                                      | 1                                                      |
| UCD / CDS                                              | 3                                                      |                                                        |                                                        |                                                        |                                                        |                                                        |                                                        |                                                        |                                                        |                                                        |
| IS                                                     |                                                        | 4                                                      | 4                                                      |                                                        |                                                        |                                                        |                                                        |                                                        |                                                        |                                                        |
| Total                                                  | 7                                                      | 7                                                      | 7                                                      | 7                                                      | 7                                                      | 7                                                      | 7                                                      | 7                                                      | 7                                                      | 7                                                      |

## Bevölkerungsentwicklung der Gemeinde
Quelle: INE-Archiv – grafische Aufarbeitung für Wikipedia

## Sehenswürdigkeiten
- Burg Castillo de Villamorey:
- Casa de los Canella:  aus dem 16. Jahrhundert
- Iglesia Parroquial de Santa María la Real de Oviñana:  Kirche aus dem 15. Jahrhundert
- Parque natural de Redes: Naturpark
- Viele weitere Kunsthistorische Denkmäler, Sakralbauten und Wanderwege

## Kulinarische Spezialitäten
- Queso de Casín – ein Käse aus Kuhmilch, den man eigentlich nur in dieser Region kennt. Durch seinen hohen Anteil an Protein gehört er zu den haltbarsten Käsesorten der Welt was auch seine Festigkeit ausmacht. Durch die lange Reifezeit hat dieser Käse einen sehr intensiven Geschmack.

## Feste und Feiern
In der Gemeinde sind jeden Monat mehrere Veranstaltungen.

## Wirtschaft
Bis zum ausgehenden 19. Jahrhundert war die Land- und Forstwirtschaft mit bis zu 90 % der Gesamtbevölkerung. Die Rinderzucht und Kastanien der Region waren in ganz Spanien bekannt. Der Preisverfall und die zunehmende Industrialisierung verursachte auch in der Gemeinde eine entsprechende „Landflucht“. Heute sind die meisten Erwerbstätigen als Pendler in den nahegelegenen Industriebetrieben von Oviedo, Gijón usw. beschäftigt. Steigend ist auch der regionale Tourismus, durch die nahegelegenen Bergketten und Naturparks.
| | Beschäftigte | Anteil in Prozent |
| --- | ------------ | ----------------- |
| TOTAL | 226          | 100               |
| Ackerbau, Viehzucht und Fischerei                                                                              | 84           | 37,17             |
| Industrie | 30           | 13,27             |
| Bauwirtschaft                                                                                                  | 18           | 7,96              |
| Dienstleistungsbetriebe                                                                                        | 94           | 41,59             |
| * Daten aus dem Statistischen Amt für Wirtschaftliche Entwicklung in Asturien, Stand 2009 (PDF; 109 kB), SADEI |              |                   |